# Exsurge Domine
Exsurge Domine je papeška bula, ki jo je napisal papež Leon X. 15. junija 1520.
V buli je papež pozval Martina Lutra, naj popravi oz. prekliče 41 napak znotraj 95 tez. V primeru, če tega ne bo storil, mu grozi izobčenje iz Rimskokatoliške Cerkve.
Kot odgovor je Luter 10. decembra 1520 (zadnji dan za odgovor) zažgal omenjeno bulo, nakar je bil papež primoran izdati novo bulo z dokončnim izobčenjem Decet Romanum Pontificem.